# 동점층
동점층(Dongjeom Formation, 銅店層) 또는 동점 규암층(Od; Ordovician Dongjeom quartzite formation, 銅店 硅巖層)은 고생대 조선 누층군 태백층군의 지층이다. 동점층은 화절층 위에 정합적으로 놓이며 풍화에 강한 규암으로 이루어져 있어 절벽이나 능선의 돌출부를 이루는 것이 일반적이다. 이 지층은 강원특별자치도 태백시 남부의 동점동에서 그 이름이 유래되었다. 백운산 향사대 남부에서 동점층은 횡적으로 잘 연장되지만, 북부에서는 지층이 얇아져 인지하기 어려운 곳도 있다. 지층의 두께는 최대 50 m로 알려져 있다.

## 개요
동점층은 주로 암회색 내지 담갈색의 규암과 사암으로 이루어지는데 곳에 따라 석회질 셰일과 석회암이 협재한다. 동점층 하부는 세립질 사암층과 셰일층으로, 중부는 조립질 사암층으로, 상부는 세립질 사암층과 얇은 석회암층으로 구성된다. 동점층은 전반적으로 퇴적 구조가 뚜렷하지는 않지만, 곳에 따라 사층리가 관찰되기도 한다. 동점층에서는 화석이 별로 산출되지 않지만, 고바야시가 1953년 동점 지역에서 삼엽충 화석 Pseudokainella iwayai를 발견해 동점층 내에 Pseudokainella 생층서대를 설정하였고 1960년 예미 부군의 동점층에서 삼엽충 화석 Pseudokainella iwayai를 보고하였다. 이후 고바야시(1966)는 [[화절층 최상부의 Eoorthis 대와 동점층 하부 Pseudokainella가 나타나는 층준의 경계를 캄브리아기와 오르도비스기의 경계로 보았다. 동점층에서 산출된 Pseudokoldinioidia 화석은 캄브리아기 최상부 삼엽충 화석으로 기록되었다. 동점층은 하부에 놓이는 화절층의 코노돈트 연구를 통하여 오르도비스기 초기(Tremadoc)에 퇴적된 것으로 해석된다. 최덕근(2006) 등은 동점 규암층을 최하부, 하부, 중부, 상부, 최상부 5개 층원으로 구분하였다. 동점 규암층은 파도와 조류의 영향을 많이 받은 대륙붕 지역에서 퇴적된 것으로 해석된다.

## 해록석
동점층에서는 여러 층준에서 해양 환경에서 퇴적 작용이 중단되거나 퇴적률이 아주 낮았음을 지시하는 해록석(海綠石)이 산출된다. 동점층 하부로부터 2개의 단위층서 최상부 내에 놓이는 함철암 내에서 주로 산출된다. 동점층의 해록석은 적철석과 같은 철 산화물에 의해 피복되거나 교대되었다. 이는 해록석이 생성되는 일정 기간 동안 퇴적 작용이 중단된 이후 해수면이 하강하면서 산화 조건의 해수가 유입되면서 형성된 것으로 해석할 수 있다. 해퇴는 해록석이 침철석으로 변질되도록 유도하였으며, 철 산화물이 잘 발달되는 함철암 내의 적색 띠에서 잘 관찰된다. 동점층의 해록석은 대부분이 해퇴(海退) 이후에 일어난 빠른 해침(海浸) 때 혹은 해수면이 최고조에 이르렀을 때 쌓인 퇴적물로 해석되는 층준에 분포한다. 영월군 지역의 영월층군 문곡층은 동점층과 거의 동일한 시기에 형성되었는데, 문곡층에서는 기저에서 약 5~10 m 상부의 여러 층준에서 해록석이 산출되며 두 지층의 해록석들은 캄브리아기-오르도비스기 경계면 상부의 유사한 층서적 위치에서 산출된다. 이러한 해록석의 산출은 문곡층과 동점층이 퇴적될 당시 거의 비슷한 퇴적 작용의 영향 하에 있었음을 나타낸다.

## 지역별 암상
태백산지구 지하자원 조사보고서(1962)에 의하면 본 지층은 주로 어두운 색의 규암으로 구성되며 화절층을 정합으로 덮는다. 양 지층은 뚜렷한 경계선을 가지기도 하나 점이적으로 변한다. 동점층의 두께는 보통 40 m 내외이나 얇은 곳에서는 2~3 m 두꺼운 곳에서는 80 m에 달한다.

### 정선군
- 정선군에서는 담회색 조립 규암, 회색-암회색 중-조립 규암, 암갈색 함철(含鐵) 사암 등으로 구성되며, 최하부의 암갈색 함철사암에서 상부로 가면서 중-조립질의 규암으로 변화하는 특징을 나타낸다. 암갈색의 함철 사암은 퇴적 이후 산화 환경이 형성되면서 철 산화물이 침전된 결과로 해석된다. 규암과 사암은 대부분 석영으로 이루어져 있다.[8]
- 정선군 남면 지역에서는 화절층 상위에 매우 좁고 길게 분포하며 담회색 조립규암, 회색-암회색 중-조립규암, 암회색 세립사암, 암녹색 점판암, 회색-암회색 점판암, 석회질 사암 등으로 구성된다. 이 층은 최하부의 암회색 세립사암에서 상부로 가면서 중-조립질의 함철규암(사암) 및 석회질 사암(calcareous sandstone)으로 변화하는 상향 조립화 단위층서가 2~3회 반복되는 특징을 보여준다. 각 단위층서의 최상부에 발달하고 있는 암적색의 함철규암은 이 층준의 퇴적 이후 산화 환경이 형성되면서 철 산화물이 침전된 결과로, 석회질 사암은 퇴적물의 매몰 이후 본격적인 다짐 작용을 받기 전 광범위한 기수(汽水)의 유입에 의해 방해석이 침전한 결과로 해석된다.[9]

### 삼척탄전(삼척시, 태백시)
- 정창희(1969)는 삼척탄전 지질조사에서 동점 규암층을 독립된 지층이 아니라 두무골층(두무동층)의 기저부 사암층으로 보았다. 회색~적회색을 띠는 두께 50 m의 동점 규암은 외견상 화절층의 화절규암층원과 유사하나 후자는 석회암 지층을 협재한다.[10]
- 삼척-고사리도폭에 의하면 화절층과 정합적인 관계를 갖고 있으며, 암갈색 내지 갈회색을 띠는 3 내지 4매의 규암 또는 사암으로 구성되어 있으며, 얇은층의 셰일과 호층(互層)을 이룬다. 본 층은 장산규암층과 마찬가지로 풍화와 침식에 강해 지형적으로 산능선에서 침식면 또는 절벽을 이룬다. 본 층의 하부는 주로 암회색 중립질 규암으로 구성되어 있으며, 얇은층의 암회색 셰일, 회백색 규질 석회암을 협재한다. 본 층의 상부는 주로 암갈색 규암으로 구성되어 있으며 적철석을 함유한다. 본 층의 아래에 있는 화절층이 상부 캄브리아기에 속하고 본 지층 상부의 두무동층이 하부 오르도비스기 아레니기안(Arenigian)에 대비되는 것으로 보아, 본 지층은 오르도비스기 최하부 트레마도시안(Tremadocian)에 속할 것으로 해석된다. 삼척시 하장면과 미로면, 신기면 일부 지역에만 좁고 길게 분포한다.[11]
- 장성 지질도폭(1967)에 의하면 화절층과 두무동층 사이에 양호한 연속성을 가지고 절벽을 이룬다. 담황색 규암을 주로 하나 상, 하부에 흑색 사질암을 수반하는 경우가 많고 이때에는 흔히 다공성(多孔性)을 나타내며 적철석층인 경우도 있으나 현저하지 않다. 지층의 두께는 30~50 m 정도이다.[12]
- 동점 지역의 동점 규암층은 동점 지역 북동부에 능선을 따라 협소하게 분포된다. 동점 지역에는 남-북 주향의 2개 조의 주향 이동 단층에 의해 변위된다. 주향 이동 단층을 기점으로 서쪽에는 지층의 경사가 고각으로 발달하고, 단층에 의한 지층의 주향이 동-서 방향과 북동 방향으로 변화되어 분포된다. 동점층은 야외 조사 시에 화절층과 두무동층을 구분하는 지시 지층(Indicator)으로 구분되며 주로 유백색의 중~조립의 규암, 암갈색의 함철(含鐵) 사암 등으로 구성된다. 최하부의 암갈색 함철 사암에서 상부로 가면서 중-조립으로 규암의 입도(粒度) 양상이 점이적 변화를 보이는 특징이 있다. 동점 지역에서 본 지층의 두께는 약 20 m이다.[13]

### 석개재단면
석개재 단면에서 98 m 두께로 드러난 동점층은 엽리상 사암(laminated fine sandstone), 괴상 사암, 석회질사암(cross-stratified/crudely stratified calcareous sandstone), 암회색 이암, 괴상 입자암(massive grainstone) 등으로 구성되며 동점 규암층 하부에서는 삼엽충 화석이 상대적으로 풍부하게 산출된다. 화절층에서 이어지는 Mictosaukia 화석군은 동점 규암층의 최하부를 차지한다.

### 영월군
옥동 지질도폭(1966)에 의하면 주로 담갈색과 흑색의 규암으로 구성되며 지형에 뚜렷한 돌출부를 나타낸다. 본 층은 단양군 영춘면 동대리 지역에서 심한 습곡 구조를 나타내고 있어 곳에 따라 상이한 지층이 수 매 협재하는 것 같이 보인다. 흑색의 규암은 하위에서 우세하며 상위에서는 담갈색의 것이 현저하다. 지층의 두께는 5~30 m이다.

### 울진군성류굴
울진군 성류굴 지역의 동점층은 거의 성류굴의 입구 부분까지 나타나며, 주로 암록색의 사암 내지 규암으로 구성된다. 동점층은 주로 석영입자로 구성되며 상부로 갈수록 석회성분이 포함된다.

### 단양군
- 단양군 가곡면 대대리 하위골에서는 소수의 습곡 작용에 의하여 지층으로 노출되나 단양군의 남쪽으로 내려오면서 지층의 식별이 어렵다. 이 지층은 풍화에 강한 규암으로 구성되어 있어 지형적으로 돌출부를 이루는 경우가 많다. 이 지층의 규암은 주로 암회색 내지는 담갈색의 규암으로 구성되며 곳에 따라 암회색 셰일과 담회색 규질석회암이 규암에 협재된다. 이 지층에서는 화석이 거의 산출되지 않으나 고바야시(1966)는 이 지층 내에 협재된 규질석회암에서 Pseudokaikella iwayai 그리고 소수의 불량한 화석 파편을 보고한 바 있다. 화석 산출이 빈약해 지질시대를 결정하지 못하였으나 상부에 접해 있는 지층과는 층서 관계로 오르도비스기 최하부인 유럽의 트레마도시안(Tremadocian)에 대비될 것으로 보고하였다.

## 같이 보기
- 한국의 지질
- 조선 누층군
- 세송층
- 두무골층